# Protanaissus longidactylus
Protanaissus longidactylus är en kräftdjursart som först beskrevs av Sueo M. Shiino 1970.  Protanaissus longidactylus ingår i släktet Protanaissus och familjen Nototanaidae. Inga underarter finns listade i Catalogue of Life.